# Don Sundquist
Donald Kenneth Sundquist, detto Don (Moline, 15 marzo 1936 – Memphis, 27 agosto 2023), è stato un politico statunitense, membro della Camera dei Rappresentanti per lo stato del Tennessee dal 1983 al 1995 e in seguito governatore dello stesso stato dal 1995 al 2003.

## Biografia
Nato nell'Illinois, dopo il college Sundquist prestò servizio militare nella marina e successivamente divenne imprenditore nel campo della tipografia.
Attivo politicamente con il Partito Repubblicano, nel 1982 si candidò alla Camera dei Rappresentanti e riuscì a farsi eleggere sconfiggendo di misura l'avversario democratico Bob Clement. Negli anni seguenti fu rieletto deputato per altri cinque mandati, configurandosi come un repubblicano conservatore.
Sundquist rimase in carica fino al 1995, quando lasciò il seggio dopo essere stato eletto governatore del Tennessee, sconfiggendo il democratico Phil Bredesen. Nel 1998 gli elettori lo riconfermarono per un secondo e ultimo mandato.